# Белагуа
Белагуа (порт. Belágua) — муниципалитет в Бразилии, входит в штат Мараньян. Составная часть мезорегиона Восток штата Мараньян. Входит в экономико-статистический микрорегион Шападинья. Население составляет 6524 человека на 2010 год. Занимает площадь 569,428 км². Плотность населения — 11,46 чел./км².

## Демография
Согласно сведениям, собранным в ходе переписи 2010 г. Национальным институтом географии и статистики (IBGE), население муниципалитета составляет:
| Полное население                               | Полное население                               | Полное население                               | Полное население                               | 6524  |
| ---------------------------------------------- | ---------------------------------------------- | ---------------------------------------------- | ---------------------------------------------- | ----- |
| в том числе:                                   | Городское население                            | 3263                                           | Процент городского населения, %                | 50,02 |
|                                                | Сельское население                             | 3261                                           | Процент сельского населения, %                 | 49,98 |
|                                                | Мужское население                              | 3423                                           | Процент мужского населения, %                  | 52,47 |
|                                                | Женское население                              | 3101                                           | Процент женского населения, %                  | 47,53 |
| Плотность населения, чел/км²                   | Плотность населения, чел/км²                   | Плотность населения, чел/км²                   | Плотность населения, чел/км²                   | 11,46 |
| Население муниципалитета в % к населению штата | Население муниципалитета в % к населению штата | Население муниципалитета в % к населению штата | Население муниципалитета в % к населению штата | 0,10  |

По данным оценки 2016 года, население муниципалитета составляет 7273 жителя.

## Статистика
- Валовой внутренний продукт на 2003 год составляет 6 872 043,00 реалов (данные: Бразильский институт географии и статистики).
- Валовой внутренний продукт на душу населения на 2003 год составляет 1287,62 реалов (данные: Бразильский институт географии и статистики).
- Индекс развития человеческого потенциала на 2000 год составляет 0,495 (данные: Программа развития ООН).